# Settle (álbum)
Settle es el álbum de estudio debut del dúo inglés de música electrónica Disclosure. Fue publicado el 31 de mayo de 2013 por PMR Records e Island Records. Acompañado por el éxito de su single principal, «Latch», con Sam Smith, el álbum incluye colaboraciones con AlunaGeorge, Ed Macfarlane de Friendly Fires, Sasha Keable, Eliza Doolittle, Jamie Woon, Jessie Ware y London Grammar. Una edición de lujo del álbum contiene cuatro temas extra, entre ellos la remezcla de Disclosure de la canción «Running» de Ware.
Settle ha recibido numerosos elogios de la crítica y ha sido nominado al Premio Mercury 2013. El álbum debutó en el número uno de la UK Albums Chart, vendiendo 44.633 copias en su primera semana. El 4 de abril de 2014 recibió la certificación de platino de la Industria Fonográfica Británica (BPI), lo que denota ventas superiores a 300.000 copias. En Estados Unidos, el álbum alcanzó el número uno en la lista Billboard Dance/Electronic Albums con 10.000 unidades vendidas tras un descuento promocional en Google Play Music. En septiembre de 2015 había vendido 165.000 copias en Estados Unidos. Un álbum de remezclas complementario, titulado Settle: The Remixes, se publicó en diciembre de 2013.

## Sencillos
«Latch» fue lanzado como sencillo principal del álbum el 8 de octubre de 2012. La canción alcanzó el número 11 en la lista de sencillos del Reino Unido. También se ha colocado en las listas de Australia, Bélgica, Dinamarca, Irlanda, Francia, Países Bajos y Estados Unidos.
«White Noise» se lanzó como segundo single del álbum el 1 de febrero de 2013. La canción alcanzó el número dos en la lista de sencillos del Reino Unido, convirtiéndose en el sencillo más alto de Disclosure hasta la fecha. También se ha colocado en las listas de Bélgica e Irlanda.
«You & Me» fue lanzado como tercer sencillo del álbum el 28 de abril de 2013. La canción alcanzó el número 10 en la lista de sencillos del Reino Unido.
«When a Fire Starts to Burn» fue lanzado como el cuarto sencillo del álbum el 24 de mayo de 2013.
«F for You» fue lanzado como quinto single el 2 de agosto de 2013. La canción llegó al número 20 en el Reino Unido. El sencillo se reeditó el 5 de febrero de 2014 con Mary J. Blige como vocalista invitada.
«Help Me Lose My Mind» fue lanzado como sexto single del álbum el 25 de octubre de 2013. La canción alcanzó el número 56 en la lista de sencillos del Reino Unido.
«Voices» fue lanzado como el séptimo y último sencillo del álbum el 13 de diciembre de 2013.

## Recepción de la crítica
Settle ha sido ampliamente aclamado por la crítica musical. En Metacritic, que asigna una calificación normalizada sobre 100 a las críticas de las principales publicaciones, el álbum recibió una puntuación media de 81, basada en 31 críticas. Robert Copsey, de Digital Spy, ha hecho una crítica positiva del álbum, afirmando: «A pesar de que la lista de vocalistas parece un quién es quién en la lista de la Hype Machine, la presencia de Guy y Howard se siente con fuerza en todo el álbum, aunque los temas sin artistas invitados como "Second Chance" y "Grab Her" son los más débiles de la colección. En cualquier caso, al igual que el último trabajo de Daft Punk, Settle es un álbum que devuelve la inteligencia que tanto necesita el alegre dance-pop».
Eve Barlow, de NME, hizo una crítica positiva del álbum, declarando: «A lo largo de todo el álbum, Settle te cegará con tanto brillo que querrás alicatar tu baño con él. Lamentablemente, la canción "Help Me Lose My Mind", interpretada por London Grammar, es un enfriamiento innecesario. No hay que preocuparse, la Disclosuremanía está claramente a punto de arrasar la nación».
En julio de 2022, Rolling Stone clasificó a Settle como el 93.er mejor álbum de debut de todos los tiempos.

## Lista de canciones
Todas las canciones producidas por Disclosure.
| N.º   | Título                                      | Escritor(es)                                 | Duración |  |
| 1.    | «Intro»                                     | Guy Lawrence Howard Lawrence                 | 1:00     |  |
| 2.    | «When a Fire Starts to Burn»                | G. Lawrence H. Lawrence                      | 4:43     |  |
| 3.    | «Latch» (con Sam Smith)                     | H. Lawrence G. Lawrence Smith James Napier   | 4:16     |  |
| 4.    | «F for You»                                 | G. Lawrence H. Lawrence                      | 4:29     |  |
| 5.    | «White Noise» (con AlunaGeorge)             | H. Lawrence G. Lawrence Aluna Francis Napier | 4:38     |  |
| 6.    | «Defeated No More» (con Ed Macfarlane)      | G. Lawrence H. Lawrence Macfarlane           | 6:09     |  |
| 7.    | «Stimulation»                               | G. Lawrence H. Lawrence                      | 5:22     |  |
| 8.    | «Voices» (con Sasha Keable)                 | G. Lawrence H. Lawrence Napier Keable        | 4:05     |  |
| 9.    | «Second Chance»                             | G. Lawrence H. Lawrence                      | 2:22     |  |
| 10.   | «Grab Her!»                                 | G. Lawrence H. Lawrence                      | 5:15     |  |
| 11.   | «You & Me» (con Eliza Doolittle)            | H. Lawrence G. Lawrence Napier Eliza Caird   | 4:29     |  |
| 12.   | «January» (con Jamie Woon)                  | G. Lawrence H. Lawrence Woon                 | 5:55     |  |
| 13.   | «Confess to Me» (con Jessie Ware)           | G. Lawrence H. Lawrence Ware                 | 4:11     |  |
| 14.   | «Help Me Lose My Mind» (con London Grammar) | H. Lawrence G. Lawrence Hannah Reid          | 4:06     |  |
| 60:37 |                                             |                                              |          |  |

| Bonus tracks de la edición de lujo |                                                             |                                   |          |  |
| N.º                                | Título                                                      | Escritor(es)                      | Duración |  |
| 15.                                | «Boiling» (con Sinead Harnett)                              | G. Lawrence H. Lawrence Harnett   | 3:48     |  |
| 16.                                | «What's in Your Head»                                       | G. Lawrence H. Lawrence Harnett   | 5:31     |  |
| 17.                                | «Tenderly» (digital solamente)                              | G. Lawrence H. Lawrence           | 5:04     |  |
| 18.                                | «Running» (Disclosure remix) (interpretado por Jessie Ware) | Ware Julio Bashmore Brey Baptista | 5:30     |  |

| Bonus tracks de la edición japonesa |                                                             |                                 |          |  |
| N.º                                 | Título                                                      | Escritor(es)                    | Duración |  |
| 15.                                 | «Boiling» (con Sinead Harnett)                              | G. Lawrence H. Lawrence Harnett | 3:48     |  |
| 16.                                 | «What's in Your Head»                                       | G. Lawrence H. Lawrence Harnett | 5:31     |  |
| 17.                                 | «Running» (Disclosure remix) (interpretado por Jessie Ware) | Ware Bashmore Baptista          | 5:30     |  |
| 18.                                 | «Tenderly»                                                  | G. Lawrence H. Lawrence         | 5:04     |  |

| Bonus tracks de la edición especial digital |                                                                   |                                             |          |  |
| N.º                                         | Título                                                            | Escritor(es)                                | Duración |  |
| 19.                                         | «Apollo»                                                          | G. Lawrence H. Lawrence Natalie Duncan      | 6:44     |  |
| 20.                                         | «Boiling» (Dixon rework) (con Sinead Harnett)                     | G. Lawrence H. Lawrence Harnett             | 9:31     |  |
| 21.                                         | «Boiling» (Medlar remix) (con Sinead Harnett)                     | G. Lawrence H. Lawrence Harnett             | 5:52     |  |
| 22.                                         | «Control» (Joe Goddard remix) (con Ria Ritchie)                   | G. Lawrence H. Lawrence Ritchie             | 3:58     |  |
| 23.                                         | «F for You» (TEED remix)                                          | G. Lawrence H. Lawrence                     | 5:54     |  |
| 24.                                         | «Help Me Lose My Mind» (Paul Woolford remix) (con London Grammar) | G. Lawrence H. Lawrence Reid                | 7:08     |  |
| 25.                                         | «Help Me Lose My Mind» (Larry Heard remix) (con London Grammar)   | G. Lawrence H. Lawrence Reid                | 8:38     |  |
| 26.                                         | «Help Me Lose My Mind» (SOHN remix) (con London Grammar)          | G. Lawrence H. Lawrence Reid                | 5:11     |  |
| 27.                                         | «January» (Kaytranada edition) (con Jamie Woon)                   | G. Lawrence H. Lawrence Woon                | 5:21     |  |
| 28.                                         | «Latch» (DJ Premier remix) (con Sam Smith)                        | G. Lawrence H. Lawrence Napier Smith        | 3:26     |  |
| 29.                                         | «Latch» (T. Williams club remix) (con Sam Smith)                  | G. Lawrence H. Lawrence Napier Smith        | 4:07     |  |
| 30.                                         | «Stimulation» (Preditah remix)                                    | G. Lawrence H. Lawrence                     | 5:00     |  |
| 31.                                         | «Voices» (Wookie remix) (con Sasha Keable)                        | G. Lawrence H. Lawrence Napier Keable       | 5:33     |  |
| 32.                                         | «When a Fire Starts to Burn» (Midland remix)                      | G. Lawrence H. Lawrence                     | 5:08     |  |
| 33.                                         | «White Noise» (HudMo remix) (con AlunaGeorge)                     | G. Lawrence H. Lawrence Francis             | 4:30     |  |
| 34.                                         | «You & Me» (Flume remix) (con Eliza Doolittle)                    | G. Lawrence H. Lawrence Napier Caird        | 4:42     |  |
| 35.                                         | «You & Me» (Baauer remix) (con Eliza Doolittle)                   | G. Lawrence H. Lawrence Napier Caird        | 4:02     |  |
| 36.                                         | «Together» (con Sam Smith, Nile Rodgers and Jimmy Napes)          | G. Lawrence H. Lawrence Smith Rodgers Napes | 2:22     |  |
| 37.                                         | «F for You» (con Mary J. Blige) (2014 bonus track)                | G. Lawrence H. Lawrence Blige               | 6:15     |  |

| Bonus tracks de la edición de lujo de EE. UU. |                                                        |                                             |          |  |
| N.º                                           | Título                                                 | Escritor(es)                                | Duración |  |
| 15.                                           | «Together» (con Sam Smith, Nile Rodgers y Jimmy Napes) | G. Lawrence H. Lawrence Smith Rodgers Napes | 2:24     |  |
| 16.                                           | «F for You» (con Mary J. Blige)                        | G. Lawrence H. Lawrence Blige               | 6:15     |  |

| Disco extra de la edición de lujo de Target |                                                          |                                             |          |  |
| N.º                                         | Título                                                   | Escritor(es)                                | Duración |  |
| 1.                                          | «Together» (con Sam Smith, Nile Rodgers and Jimmy Napes) | G. Lawrence H. Lawrence Smith Rodgers Napes | 2:24     |  |
| 2.                                          | «F for You» (con Mary J. Blige)                          | G. Lawrence H. Lawrence Blige               | 6:15     |  |
| 3.                                          | «Tenderly»                                               | G. Lawrence H. Lawrence                     | 5:04     |  |
| 4.                                          | «Apollo»                                                 | G. Lawrence H. Lawrence Duncan              | 6:44     |  |

Notas
- Settle: The Remixes se lanzó en Estados Unidos en lugar de la edición especial.

Créditos de samples
- «Intro» y «When a Fire Starts to Burn» contienen samples de «ROPE-A-DOPE» del orador motivacional Eric Thomas.[38]
- «Stimulation» contiene samples vocales de Lianne La Havas.
- «Second Chance» contiene un sample de «Get Along with You» de Kelis.
- «Grab Her!» contiene un sample de «Look of Love» de Slum Village.

## Personal
Créditos adaptados de las notas del álbum de Settle.
- Disclosure – mezcla, producción
- Howard Lawrence – voz (pistas 4, 13)
- Eliza Doolittle – voz (pista 11)
- Aluna Francis – voz (pista 5)
- Stuart Hawkes – masterización
- Sasha Keable – voz (pista 8)
- Ed Macfarlane – voz (pista 6)
- Hannah Reid – voz (pista 14)
- Sam Smith – voz (pista 3)
- Jessie Ware – voz (pista 13)
- Jamie Woon – voz (pista 12)

## Posicionamiento en listas
| Listas (2013–2014)                       | Mejor posición |
| ---------------------------------------- | -------------- |
| Australia (ARIA)                         | 5              |
| Australia (ARIA Dance Albums)            | 2              |
| Bélgica (Ultratop flamenca)              | 8              |
| Bélgica (Ultratop valona)                | 76             |
| Dinamarca (Hitlisten)                    | 38             |
| Escocia (Scottish Albums Chart)          | 5              |
| Estados Unidos (Billboard 200)           | 36             |
| Estados Unidos (Dance/Electronic Albums) | 1              |
| Francia (SNEP)                           | 89             |
| Irlanda (IRMA)                           | 10             |
| Japón (Oricon)                           | 122            |
| Noruega (VG-lista)                       | 19             |
| Nueva Zelanda (Recorded Music NZ)        | 15             |
| Países Bajos (Album Top 100)             | 24             |
| Reino Unido (UK Albums Chart)            | 1              |
| Reino Unido (UK Dance Albums)            | 1              |
| Suiza (Schweizer Hitparade)              | 76             |

| Listas (2013)                              | Posición |
| ------------------------------------------ | -------- |
| Belgian Albums (Ultratop Flanders)         | 135      |
| UK Albums (OCC)                            | 40       |
| US Top Dance/Electronic Albums (Billboard) | 20       |

| Listas (2014)                              | Posición |
| ------------------------------------------ | -------- |
| Australian Dance Albums (ARIA)             | 13       |
| UK Albums (OCC)                            | 55       |
| US Top Dance/Electronic Albums (Billboard) | 6        |

## Certificaciones
| País        | Organismo certificador | Certificación | Unidades certificadas/ventas | Ref.   |
| ----------- | ---------------------- | ------------- | ---------------------------- | ------ |
| Australia   | ARIA                   | Oro           | 35 000                       | [ 62 ] |
| Dinamarca   | IFPI Dinamarca         | Oro           | 10 000                       | [ 63 ] |
| Reino Unido | BPI                    | Platino       | 300 000                      | [ 6 ]  |

## Historial de lanzamientos
| Región         | Fecha                   | Formato             | Edición              | Sello discográfico    | Ref.                        |
| -------------- | ----------------------- | ------------------- | -------------------- | --------------------- | --------------------------- |
| Australia      | 31 de mayo de 2013      | CD descarga digital | Estándar deluxe      | Universal             | [ 64 ] [ 65 ] [ 66 ] [ 67 ] |
| Australia      | 31 de mayo de 2013      | LP                  | Estándar             | Universal             | [ 68 ]                      |
| Alemania       | 31 de mayo de 2013      | CD descarga digital | Estándar deluxe      | Universal             | [ 69 ] [ 70 ] [ 71 ] [ 72 ] |
| Alemania       | 31 de mayo de 2013      | LP                  | Estándar             | Universal             | [ 73 ]                      |
| Irlanda        | 31 de mayo de 2013      | CD                  | Estándar             | PMR Island            | [ 74 ]                      |
| Irlanda        | 31 de mayo de 2013      | Descarga digital    | Estándar deluxe      | PMR Island            | [ 75 ] [ 76 ]               |
| Reino Unido    | 3 de junio de 2013      | CD descarga digital | Estándar deluxe      | PMR Island            | [ 77 ] [ 78 ] [ 79 ] [ 80 ] |
| Reino Unido    | 3 de junio de 2013      | LP                  | Estándar             | PMR Island            | [ 81 ]                      |
| France         | 3 de junio de 2013      | CD                  | Estándar             | Barclay               | [ 82 ]                      |
| France         | 3 de junio de 2013      | Descarga digital    | Estándar deluxe      | Barclay               | [ 83 ] [ 84 ]               |
| France         | 10 de junio de 2013     | LP                  | Estándar             | Barclay               | [ 85 ]                      |
| Estados Unidos | 11 de junio de 2013     | CD descarga digital | Estándar             | Cherrytree Interscope | [ 86 ] [ 87 ]               |
| Estados Unidos | 25 de junio de 2013     | LP                  | Estándar             | Cherrytree Interscope | [ 88 ]                      |
| Japón          | 10 de julio de 2013     | CD                  | Estándar (Japón)     | Universal             | [ 32 ]                      |
| Alemania       | 16 de diciembre de 2013 | Descarga digital    | Especial (36 pistas) | Universal             | [ 89 ]                      |
| Reino Unido    | 16 de diciembre de 2013 | Descarga digital    | Especial (36 pistas) | PMR Island            | [ 33 ]                      |
| Francia        | 5 de marzo de 2014      | Descarga digital    | Especial (37 pistas) | Barclay               | [ 90 ]                      |
| Alemania       | 5 de marzo de 2014      | Descarga digital    | Especial (37 pistas) | Universal             | [ 91 ]                      |
| Reino Unido    | 5 de marzo de 2014      | Descarga digital    | Especial (37 pistas) | PMR Island            | [ 34 ]                      |
| Estados Unidos | 15 de abril de 2014     | CD descarga digital | US deluxe            | Cherrytree Interscope | [ 92 ]                      |